# NGC 6503
NGC 6503 (soprannominata Lost-in-Space galaxy, cioè galassia sperduta nello spazio) è una galassia di campo del tipo nana a spirale situata sul limite di una regione dello spazio chiamata Vuoto Locale. Una galassia di campo è una galassia che non appartiene a un gruppo o ammasso di galassie e quindi è gravitazionalmente isolata.
Il Vuoto Locale è una vasta regione di spazio vuota (priva di galassie) che si trova adiacente al nostro Gruppo Locale, scoperto da R. Brent Tully e Rick Fisher nel 1987, delle dimensioni ancora non perfettamente precisate, ma probabilmente comprese tra 150 e 230 milioni di anni luce.
NGC 6503, che ha un diametro di 30.000 anni luce, è situata in direzione della costellazione del Dragone a circa 18 milioni di anni luce dalla Terra. Questa galassia appare, nelle immagini, piuttosto ricca di colori: rosso brillante nelle regioni in cui abbonda il gas e che sono distribuite lungo i bracci di spirale; blu nelle regioni dove è presente un'attiva formazione di stelle; le polveri dal colore marrone scuro sono al centro e nei bracci.